# Ave (Fluss)
Der Ave ist ein Fluss in Portugal mit 85 Kilometer Länge. Das hydrologische Einzugsgebiet umfasst circa 1390 km². Durch Industrieabwässer ist der Fluss stark verschmutzt. Über den Ave führt eine römische Brücke, die Ponte São João.

## Talsperren und Stauseen
Flussabwärts gesehen wird der Ave durch die folgenden Talsperren aufgestaut:
| Kraftwerk  | Betreiber | Max. Leistung (MW) | Stausee   | Oberfläche (km²) | Volumen (Mio. m³) |
| ---------- | --------- | ------------------ | --------- | ---------------- | ----------------- |
| Guilhofrei | EDP       | 4,6 + 10           | Ermal     | 1,63             | 21,2              |
| Andorinhas | EDP       | 8,8                | Travassos | 0,21             | 1,2               |